# Marcus Popillius Laenas (Konsul 316 v. Chr.)
Marcus Popillius Laenas war ein im 4. Jahrhundert v. Chr. lebender und zum plebejischen Geschlecht der Popillier gehöriger Politiker der Römischen Republik. 316 v. Chr. amtierte er als Konsul.
Laut dem Zeugnis der Fasti Capitolini hatte Marcus Popillius Laenas einen gleichnamigen Vater, der vier- oder fünfmal das Konsulat bekleidete, und auch sein Großvater führte das Pränomen Marcus. Von seinem cursus honorum ist nur sein Konsulat bekannt, das er 316 v. Chr. gemeinsam mit Spurius Nautius Rutilus innehatte. In dieser Funktion dürfte er den Ort Forum Popilii, der in der Gegend von Carinola in Kampanien lag, gegründet haben. Dagegen kämpften weder er noch sein Amtskollege Nautius Rutilus gegen die Samniten, sondern der Diktator Lucius Aemilius Mamercinus Privernas.